# دهان‌لانه‌ماهی کمربنددار
دهان‌لانه‌ماهی کمربنددار (نام علمی: Apogon townsendi) نام یک گونه از سرده دهان‌لانه‌ماهی است.